# ボスヴィル
ボスヴィル（仏: Bosville）は、フランスのノルマンディー地域圏、セーヌ＝マリティーム県に属するコミューン。

## 地理
ル・アーヴルから北東に50km、県都ルーアンから北西に45kmほどいった丘陵地帯に位置する。北には幹線道路のD50（トゥフランヴィル道路）が東西に走り、東では鉄道も通る。集落がいくつか集まって一つのコミューンを形成する。北でサッスヴィルと、北東でオート＝ロヴレと、東でサン＝ヴァ＝ディエップダルと、西でグランヴィル＝ラ＝テンチューリエールとそれぞれ接する。

## 行政
- 首長 - ジャン＝ピエール・サヴァル（Jean-Pierre Savalle）

議会は首長もふくめ、15人で構成される。

## 人口の推移[1]
| 1962年 | 1968年 | 1975年 | 1982年 | 1990年 | 1999年 | 2007年 |
| ------ | ------ | ------ | ------ | ------ | ------ | ------ |
| 558    | 571    | 470    | 457    | 437    | 512    | 535    |